# Blasiistraße 12 (Quedlinburg)

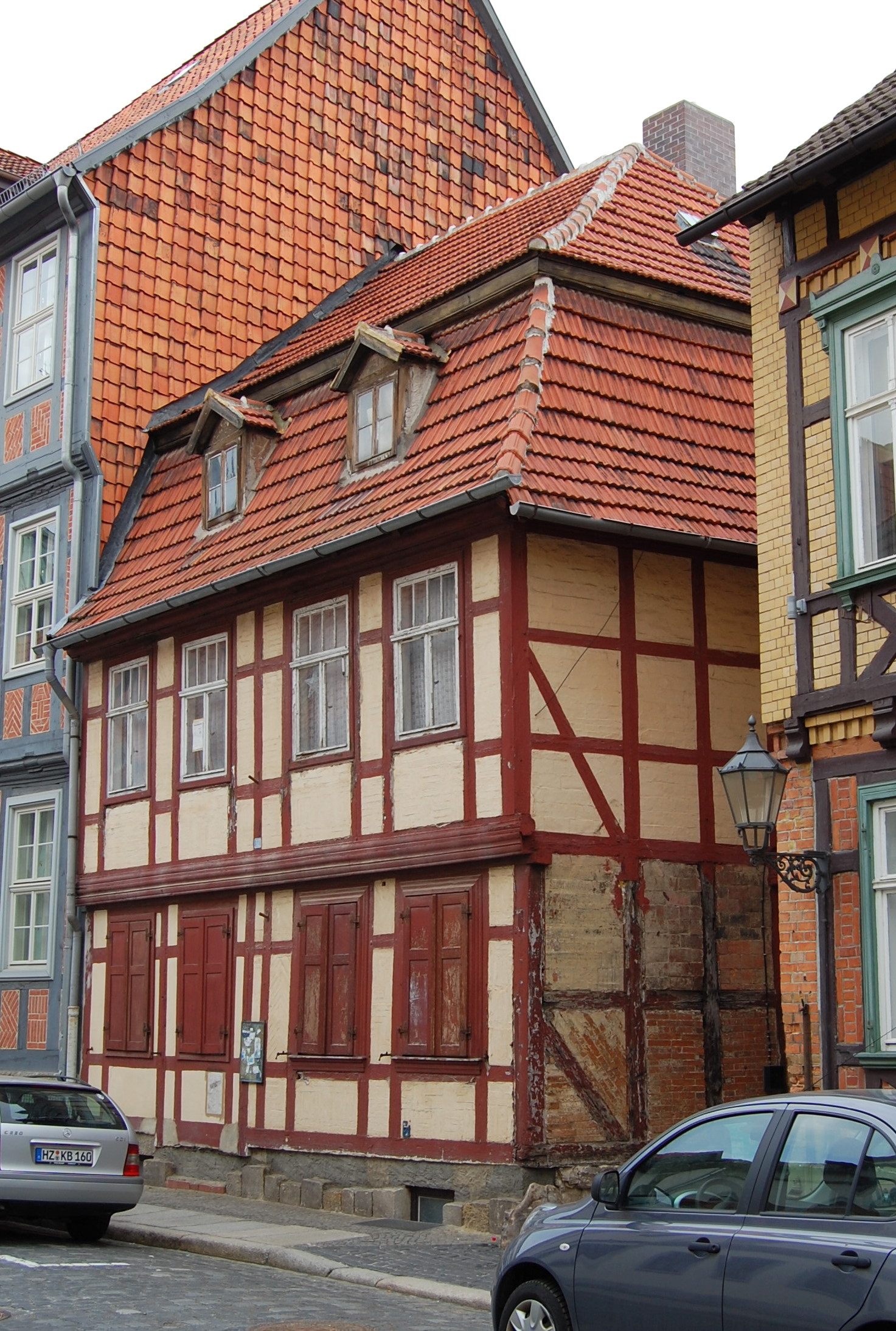
Haus Blasiistraße 12

Das Haus Blasiistraße 12 ist ein denkmalgeschütztes Gebäude in der Stadt Quedlinburg in Sachsen-Anhalt.

## Lage
Es befindet sich in der Blasiistraße südwestlich des Quedlinburger Marktplatzes und gehört zum UNESCO-Weltkulturerbe. An der Westseite des Hauses mündet eine kleine Gasse auf die Blasiistraße ein. auf der anderen Seite der Gasse befindet sich das gleichfalls denkmalgeschützte Gebäude der Brauerei Lüdde.

## Architektur und Geschichte
Das als Fachwerkhaus errichtete barocke Wohngebäude entstand um 1750. Die Gefache weisen Zierausmauerungen auf. Bedeckt ist das Haus mit einem sein Erscheinungsbild wesentlich prägendem Mansarddach. Auf der Hofseite entstand ein Erweiterungsbau.